# Abaza-Aufstände
Die Abaza-Aufstände waren Rebellionen gegen das Osmanische Reich während der Regentschaft von Mustafa I. und Murat IV. Anführer und Namensgeber war Abaza Mehmed, ein osmanischer Pascha abchasischer Herkunft. In manchen Quellen werden die Aufstände als Teil der Celali-Aufstände gesehen. Aber im Gegensatz zu den anderen Celali-Revolten war der Hauptgrund für die Abaza-Rebellion der Groll gegen die Janitscharen.

## Hintergründe
Der osmanische Sultan Osman II. hatte im Rahmen des Osmanisch-Polnischen Krieges die Stadt Chotyn belagert, konnte diese aber nicht einnehmen. Für das Scheitern der Belagerung machte er die widerspenstigen Janitscharen verantwortlich. Die Janitscharen, einst Elitetruppen des Osmanischen Reiches, waren während der Stagnationszeit des Reiches korrumpiert worden. Osman plante daraufhin die Schaffung einer neuen Armee mit Oghusen aus Anatolien. Schon die Ankündigung militärischer Reformen verursachte unter den Janitscharen einen Aufstand in der Hauptstadt Istanbul. Osman II. wurde am 20. Mai 1622 von den Janitscharen inhaftiert und später erdrosselt.

## Erster Aufstand (1622–1624)

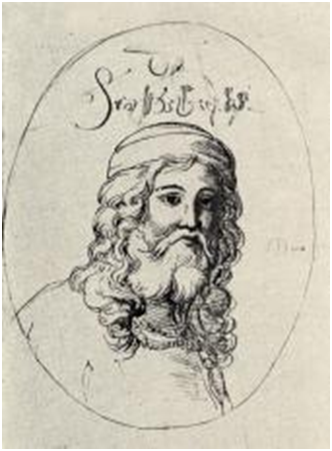
Abaza Mehmed

Abaza Mehmed († 1634) wurde im 16. Jahrhundert geboren. Ab 1617 war er Beylerbey von Maraş, ab 1621 dann von Erzurum. Nach Angaben des Historikers Joseph von Hammer-Purgstall war er Berater von Osman II. bei dessen Bemühungen, die Janitscharen abzuschaffen. Kurz nachdem er die Nachricht von dem Attentat auf den Sultan gehört hatte, begann er, die diensthabenden Janitscharen in seiner Provinz zu vertreiben und zu töten. Anschließend belagerte Abaza Pascha die Festung Karahisar, wo ein Heer von 10.000 Mann stationiert war. Nach wenigen Tagen musste die osmanische Armee kapitulieren und schloss sich Abaza Mehmed an.
Obwohl er am 17. November 1622 von der Hohen Pforte offiziell entlassen wurde, blieb er weiterhin in Erzurum und behauptete, er sei der Pforte treu, versuchte jedoch, diejenigen zu bestrafen, die für das Attentat verantwortlich gewesen seien. Insbesondere die Yörüken in Zentralanatolien beschuldigten ebenfalls die Janitscharen und schlossen sich dem Aufstand Abazas an, sodass dieser bald den größten Teil Ost- und Zentralanatoliens kontrollierte.
Im Jahr 1624 beschloss die Pforte schließlich, gegen Abaza zu kämpfen. Großwesir Çerkes Mehmed Ali Pascha begab sich auf den Feldzug nach Ost-Anatolien, Befehlshaber der Armee (Serdar) war Hafiz Ahmed Pascha. Der Zusammenstoß fand am 16. August 1624 in der Ebene in der Nähe von Kayseri am Fluss Karasu statt. Während der Schlacht wechselten einige Soldaten von Abazas Armee die Seite, andere weigerten sich zu kämpfen und so wurden Abazas Streitkräfte besiegt. Abaza floh nach Erzurum und konnte während der folgenden Gespräche die Pforte von seinen guten Absichten überzeugen. Deshalb durfte er Gouverneur bleiben. Einzige Bedingung des Großwesirs war die Aufnahme von zehn Janitscharen in die Festung.

## Zweiter Aufstand (1627/28)
Während des Osmanisch-Safawidischen Krieges (1623–1639) bedrohte die persische Armee im August 1627 die osmanische Stadt Ahıska (heute Akhaltsikhe in Georgien). Abaza wurde befohlen, die osmanische Armee zu unterstützen. Der Pascha bat um das Kommando der Armee als Serasker, was der Großwesir aber ablehnte. Abaza Mehmed versammelte daraufhin zwar seine Truppen in der Nähe des Schlachtfeldes, wartete jedoch auf einen geeigneten Moment und konnte schließlich die osmanische Armee überfallen. Neben den Janitscharen wurden auch viele osmanische Paschas getötet. Anschließend zog Abaza Mehmed nach Erzurum und tötete auch dort die Janitscharen. Die Perser konnten inzwischen Ahıska ohne großen Widerstand einnehmen.
Nach dieser demütigenden Niederlage belagerte der Großwesir Damat Halil Pascha die Festung von Erzurum, musste diese aber nach 70 Tagen aufgrund eines Wintereinbruchs beenden. Obwohl inzwischen einige von Abazas Gefolgsleuten überliefen, entließ der Sultan den Großwesir Anfang April 1628. Neuer Großwesir wurde Gazi Hüsrev Pascha. Im September 1628 belagerte der neue Großwesir Erzurum überraschend schnell erneut. Abaza wurde von dieser neuen Belagerung überrascht und konnte keine Vorräte mehr anlegen. So musste er am 18. September 1628 aufgeben. Hüsrev Pascha akzeptierte seine Bedingungen. Abaza wurde nicht bestraft und wurde als Gouverneur in Provinzen im europäischen Teil des Reiches versetzt (Bosnien und Özi, heute Otschakiw), wo er keine lokale Unterstützung hatte.